# バディ・ローズ
"プレイボーイ" バディ・ローズ（"Playboy" Buddy Rose、本名：Paul Perschmann、1952年11月15日 - 2009年4月28日）は、アメリカ合衆国のプロレスラー。ワシントン州バンクーバー出身（ギミック上の出身地はネバダ州ラスベガス）。
地元の太平洋岸北西部をはじめ、デビュー地のAWAやWWFを主戦場に、ショーマン派のヒールとして活躍した。日本にも、中堅外国人ヒールのポジションで1980年代前半の新日本プロレスに度々参戦した。

## 来歴
AWAのバーン・ガニアとビル・ロビンソンのトレーニングを受け、1973年にボブ・リーマスを相手にデビュー。1975年11月には本名のポール・パースマン名義で全日本プロレスに初来日、シリーズ開幕戦の後楽園ホール大会では、セミファイナルにおいてジャンボ鶴田とのシングルマッチが組まれた。
1970年代後半より、地元のワシントン州およびオレゴン州やカナダのブリティッシュコロンビア州など太平洋岸北西部をサーキット・エリアとするPNW（パシフィック・ノースウエスト・レスリング）に定着し、"プレイボーイ" バディ・ローズをリングネームに金髪の伊達男系ヒールとして活躍。ロディ・パイパー、ジミー・スヌーカ、リック・マーテル、ジェイ・ヤングブラッド、マット・ボーンらと抗争を繰り広げ、同地区のフラッグシップ・タイトルであるNWAパシフィック・ノースウエスト・ヘビー級王座を1984年まで通算8回に渡って獲得。ジェシー・ベンチュラ、エド・ウィスコスキー、リップ・オリバーらをパートナーに、同タッグ王座にも12回戴冠している。
その間、1978年から1979年にかけては太平洋エリアの他地区にも参戦し、ハワイではジョン・アンソンやドン・ムラコ、サンフランシスコではディーン・ホーやロン・スターを相手に各地のフラッグシップ・タイトルを争った。
1982年4月13日にはPNWの本拠地ポートランドにて、ルーキー時代にAWAで何度となく対戦していたリック・フレアーのNWA世界ヘビー級王座に挑戦。その直後、新日本プロレスに来日しており、ハルク・ホーガンのパートナーにも起用されている。

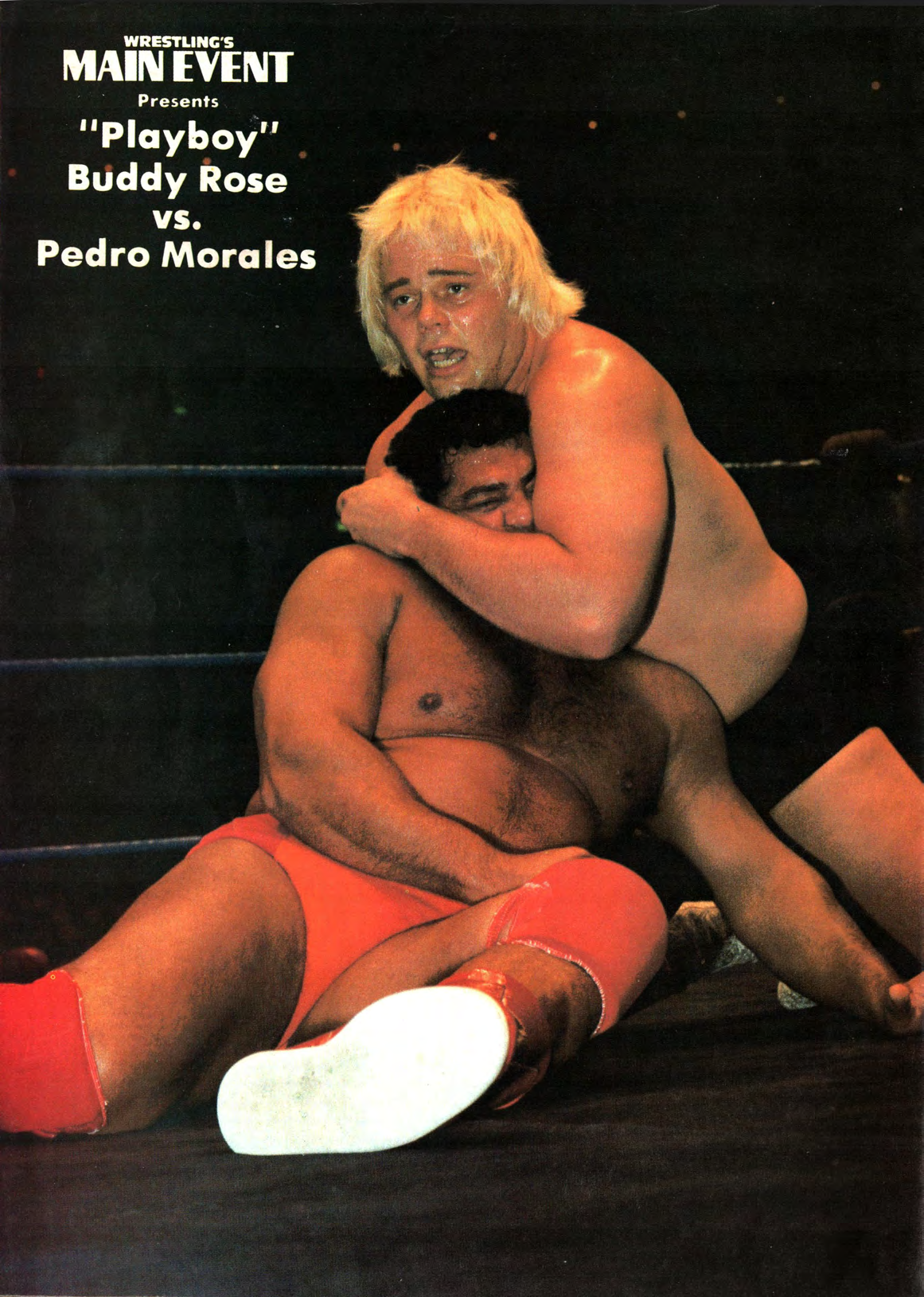
ペドロ・モラレスと対戦するローズ（1983年）

帰国後、グラン・ウィザードをマネージャーに迎えてWWFに登場。8月30日にニューヨークのマディソン・スクエア・ガーデンにおいて、ボブ・バックランドのWWFヘビー級王座に挑戦した。ペドロ・モラレスのインターコンチネンタル・ヘビー級王座にも挑み、PNWでの旧敵スヌーカやロッキー・ジョンソンとも抗争。12月4日にはマサチューセッツ州スプリングフィールドにおいて、海外遠征中だったタイガーマスクと対戦している。
日本では、WWFと提携していた新日本プロレスの常連外国人の一人となり、1983年4月には当時大ブレイク中だった長州力とシングルマッチで対戦。1984年1月の来日時は自身が手本としていたダスティ・ローデスともタッグを組んだ。
以降もPNWとWWFを主戦場に、PNWではベビーフェイスに転じて、パートナーだったウィスコスキーやオリバーと抗争。全米侵攻を進めていたWWFではボビー・ヒーナンがマネージャーとなってヒールに戻り、バリー・ウインダム、ミル・マスカラス、ブレット・ハート、ジャンクヤード・ドッグ、リッキー・スティムボート、ブリティッシュ・ブルドッグスなどと対戦した。1985年3月31日にマディソン・スクエア・ガーデンで行われたレッスルマニアの第1回大会では、覆面レスラーのジ・エクスキューショナー（The Executioner）として第1試合でティト・サンタナと対戦。敗れはしたものの、歴史的イベントのオープニング・マッチを飾った。
WWF離脱後の1985年8月からは、NWAフロリダ地区に転戦。ケビン・サリバンやリック・ルードと共闘して、ワフー・マクダニエル、ビリー・ジャック・ヘインズ、ヘクター・ゲレロ、ケンドール・ウインダム、ペッツ・ワトレーなどと対戦した。

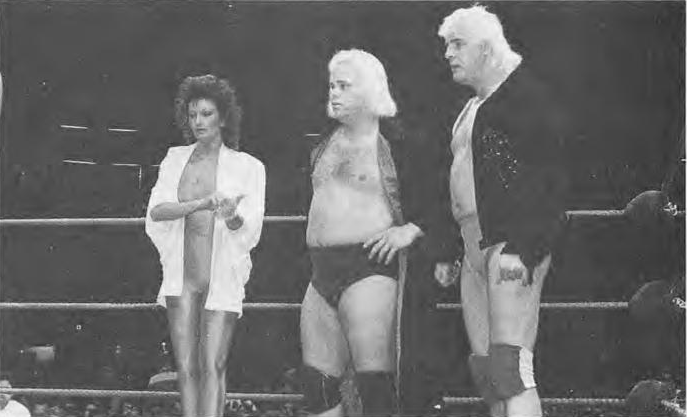
左からマーテル、ローズ、サマーズ（1986年）

1986年は古巣のAWAにおいて、シェリー・マーテルをマネジャーに "プリティ・ボーイ" ダグ・サマーズと金髪タッグを結成。同年5月17日、スコット・ホール&カート・ヘニングからAWA世界タッグ王座を奪取する。その後は翌1987年にかけて、マーティ・ジャネッティ&ショーン・マイケルズのミッドナイト・ロッカーズと抗争を展開。マサ斎藤やケビン・ケリーともタッグを組んだ。
1990年にジョバーとしてWWFに再登場するが、1990年代前半にセミリタイアして、PNWでローズ・ガーデン（The Rose Garden）なるインタビュー・コーナーを担当。その後はポートランドにて、PNWでの盟友ウィスコスキーとレスリング・スクールを共同運営する一方、ラジオ番組のホストなどをしていた。2005年1月29日にはフロリダ州タンパで行われたオールドタイマーによるイベント"Wrestle Reunion" に出場。カーネル・デビアーズ&カウボーイ・ボブ・オートンと組み、因縁のパイパー&スヌーカにジミー・バリアントを加えたトリオと6人タッグマッチで対戦した（マネージャー役はAWA時代と同様、シェリー・マーテルが務めた）。
2009年4月28日、ワシントン州バンクーバーの自宅にて56歳で死去。晩年は糖尿病を患い、180kg近くまで体重が増加していたという。2019年4月6日、WWE殿堂のレガシー部門に迎えられた。

## 追記
- マイクパフォーマンスの達者さはトップクラスで、"プレイボーイ" を名乗るにもかかわらず太り気味であったことをキャラクターに活かし、選手紹介の際リングアナウンサーが彼の体重をコールすると、マイクを奪ってそれを訂正していた[1]。
- 1990年代初頭にWWFに復帰した頃はすでに144kgもの巨漢と化しており、ダイエットを図ろうとして失敗する中年男のギミックを与えられ、"Blow Away Diet" なる架空のインフォマーシャルも制作された[1]。

## 得意技
- エルボー・ドロップ
- パイルドライバー

## 獲得タイトル
パシフィック・ノースウエスト・レスリング
- NWAパシフィック・ノースウエスト・ヘビー級王座：8回[5]
- NWAパシフィック・ノースウエスト・タッグ王座：12回（w / ジェシー・ベンチュラ×2、エド・ウィスコスキー×3、リップ・オリバー×3、スタン・スタージャック、カート・ヘニング、ブライアン・アディアス、ジ・アバランシュ）[6]

NWAサンフランシスコ
- NWA USヘビー級王座（サンフランシスコ版）：2回[8]
- NWA世界タッグ王座（サンフランシスコ版）：2回（w / エド・ウィスコスキー）[31]

NWAミッドパシフィック・プロモーションズ
- NWAハワイ・ヘビー級王座：1回[7]
- NWAハワイ・タッグ王座：1回（w / ビッグ・ジョン・スタッド）[32]

NWAオールスター・レスリング
- NWAパシフィック・コースト・ヘビー級王座（バンクーバー版）：1回[33]
- NWAカナディアン・タッグ王座（バンクーバー版）：2回（w / クリス・コルト、リップ・オリバー）[34]

アメリカン・レスリング・アソシエーション
- AWA世界タッグ王座：1回（w / ダグ・サマーズ）[24]

ワールド・レスリング・エンターテインメント
- WWE殿堂（レガシー部門）：2019年[30]